# Nucleus paraventricularis hypothalami

Schematische weergave van de nucleus paraventricularis hypothalami

De nucleus paraventricularis hypothalami (PVN) is een hersenkern van de hypothalamus gelegen in de zona periventricularis naast de derde ventrikel.
De nucleus paraventricularis hypothalami bevat kleincellige en grootcellige neuronen. De grootcellige neuronen produceren oxytocine en vasopressine, die uiteindelijk via de neurohypofyse direct worden uitgescheiden in het bloed. De kleincellige neuronen produceren corticotropin-releasing hormone, thyreotropinevrijmakend hormoon TRH, gonadotropin-releasing hormone (GnRH), gonadotropin-inhibiting hormone (GnIH), prolactine-releasing peptide, prolactine-inhibiting factor, somatocrinine en somatostatine, die projecteren op de adenohypofyse.